# Avonmouth
Avonmouth è il sobborgo portuale della città di Bristol, nel sud-ovest dell'Inghilterra, situato alla confluenza dei fiumi Avon (da cui il nome) e Severn (che poi sfocia nel Canale di Bristol). Storicamente apparteneva alla contea del Gloucestershire.

## Geografia fisica

### Collocazione
Avonmouth si trova a 13 km a nord-ovest dal centro di Bristol.

### Suddivisione amministrativa del council ward di Avonmouth
- Avonmouth
- Shirehampton
- Lawrence Weston

## Storia
Nel 1877 fu aperto ad Avonmouth il primo dock (bacino di carenaggio), noto ora come Avonmouth Old Dock. Il dock fu in seguito acquistato dalla Bristol Corporation.
Nel 1908 fu costruito un altro dock, Royal Edward Dock.
Nel 1917, Avonmouth divenne il centro dell'industria chimico-manifutteriera della Gran Bretagna.

## Sport
- Avonmouth Old Boys RFC, squadra di rugby[3]